# Shao Yiwen
Shao Yiwen (en chino: 邵依雯; n. Hejiang, 10 de marzo de 1995) es una nadadora de estilo libre china.

## Biografía
Participó en los Juegos Asiáticos de 2010 celebrados en Guangzhou. Cosechó un total de dos medallas, una de plata en los 800 m libre, y una de oro en los 400 m libre, con un tiempo de 4:05.58, actual récord asiático. Dos años después hizo su primera aparición olímpica en los Juegos Olímpicos de Londres 2012, nadando en la prueba de 400 m libre. Nadó en la cuarta serie, y quedó quinta de la misma con un tiempo de 4:08.41, insuficiente para pasar a las semifinales al quedar en la posición catorce en el sumario total. También nadó en la prueba de 800 m libre. Nadó en la quinta serie, y quedó tercera de la misma con un tiempo de 8:27.78, quedando novena en el sumario total, y por lo tanto a las puertas de participar en la final.

## Marcas personales
- Actualizado a 31 de octubre de 2014.

| Piscina larga | Piscina larga | Piscina larga                    | Piscina larga   | Piscina larga |
| ------------- | ------------- | -------------------------------- | --------------- | ------------- |
| Estilo        | Tiempo        | Competición                      | Notas           |               |
| 400 m libre   | 4:05.58       | Juegos Asiáticos de 2010         | Récord asiático |               |
| 800 m libre   | 8:24.14       | Juegos Asiáticos de 2010         |                 |               |
| Piscina corta |               |                                  |                 |               |
| Estilo        | Tiempo        | Competición                      | Notas           |               |
| 200 m libre   | 1:55.13       | Copa Mundial de natación de 2012 |                 |               |
| 400 m libre   | 3:58.92       | Copa Mundial de natación de 2013 |                 |               |